# Ени-Али-Кеч
Ени́-Али́-Кеч, или Али-Кеч (укр. Єні-Алі-Кєч, крымскотат. Yañı Ali Keç, Янъы Али Кеч) — исчезнувшее село в Первомайском районе Республики Крым, располагавшееся на западе района, в степной части Крыма, примерно в 2 км юго-восточнее современного села Алексеевка.

## История
Видимо, изначально селение Али-Кеч состояло из двух удалённых участков, которые в первой половине XIX века уже учитывались, как 2 отдельные деревни: собственно Али-Кеч (впоследствии Эски-Али-Кеч) и Ени-Али-Кеч. Первое документальное упоминание селения встречается в Камеральном Описании Крыма… 1784 года, судя по которому, в последний период Крымского ханства Аликеч входил в Самарчик кадылык Перекопского каймаканства. После присоединения Крыма к Российской империи (8) 19 апреля 1783 года, (8) 19 февраля 1784 года, именным указом Екатерины II сенату, на территории бывшего Крымского ханства была образована Таврическая область и деревня была приписана к Евпаторийскому уезду. После павловских реформ, с 1796 по 1802 год входила в Акмечетский уезд Новороссийской губернии. По новому административному делению, после создания 8 (20) октября 1802 года Таврической губернии, Аликеч был включён в состав Джелаирской волости Евпаторийского уезда.
По Ведомости о волостях и селениях, в Евпаторийском уезде с показанием числа дворов и душ… от 19 апреля 1806 года ещё в одной деревне Аликеч числилось 8 дворов и 45 жителей крымских татар. На военно-топографической карте генерал-майора Мухина 1817 года деревня Ени-Али-Кеч ещё не обозначена. После реформы волостного деления 1829 года Алкач, согласно «Ведомости о казённых волостях Таврической губернии 1829 года» отнесли к Атайской волости (переименованной из Джелаирской). Затем, видимо, в результате эмиграции крымских татар, часть селения (Эски-Али-Кеч) опустела и впервые на военно-топографических картах встречается Ени-Али-Кеч (или Али-Кеч): на карте 1836 года, на которой в деревне 21 двор, и на карте 1842 года, где Ени-Али-Кеч (или Али-Кеч) обозначен условным знаком «малая деревня», то есть, менее 5 дворов.
В 1860-х годах, после земской реформы Александра II, деревню приписали к Биюк-Асской волости Евпаторийского уезда. Согласно «Списку населённых мест Таврической губернии по сведениям 1864 года», составленному по результатам VIII ревизии 1864 года, Аликеч — владельческий хутор, с 2 дворами и 9 жителями при колодцах. По обследованиям профессора А. Н. Козловского 1867 года, вода в колодцах селения была пресная, а их глубина достигала 30—40 саженей «и более» (63—85 м). На трехверстовой карте Шуберта 1865—1876 года в деревне Ени-Али-Кеч (или Али-Кеч) 4 двора.
Земская реформа 1890-х годов в Евпаторийском уезде прошла после 1892 года, в результате Аликеч-Эли приписали к Коджанбакской волости.
По «…Памятной книжке Таврической губернии на 1900 год» в деревне числилось 38 жителей в 5 дворах. В дальнейшем в учётных документах не упоминается, но, как жилое село обозначено на картах Генштаба 1941 года и, как Ал-Кел, — на карте 1942 года.